# Graubauch-Fruchttaube
Die Graubauch-Fruchttaube (Ptilinopus alligator) ist eine monotypische Art der Fruchttauben. Sie kommt ausschließlich im Norden des australischen Kontinents vor. Auf ihre Verbreitung im Einzugsgebiet des Alligator Rivers weist das Artepitheton alligator hin.
Die Graubauch-Fruchttaube gilt als in ihrem Bestand als ungefährdet (least concern).

## Erscheinungsbild
Die Graubauch-Fruchttaube erreicht eine Körperlänge von 34 Zentimeter. Sie ist damit etwa so groß wie eine Ringeltaube. Es gibt keinen Geschlechtsdimorphismus.

### Erscheinungsbild der adulten Vögel
Beide Geschlechter der Graubauch-Fruchttaube haben einen weißen Kopf, der Nacken ist gelblich-isabellfarben überwaschen. Der Mantel ist schwarz mit einem leichten metallischen Schimmer. Die Flügeldecken und die Schwingen sind schwarz, die Außenfahnen von Hand- und Armschwingen haben einen matten grünlichen Glanz. Der Rücken ist schwärzlich, wobei die einzelnen Federn eine graue Basis haben. Der Bürzel ist aschgrau. Die Schwanzfedern sind schwarz mit einem matten grünlichen Glanz auf den Außenfahnen. Im letzten Drittel sind die Schwanzfedern silbrig weiß.
Das Kinn, die Kehle und die Ohrdecken sind weiß. Die Brust ist weiß mit einem gelblich-isabellfarbenen Ton. Die Brust wird vom Bauch durch ein breites, leicht glänzendes Band gegen den Bauch abgegrenzt. Der Bauch ist dunkelgrau. Die Unterschwanzdecken sind hellgrau mit weißen Säumen an den Außenfahnen. Die Iris ist kastanienbraun bis dunkelrot. Die unbefiederte Haut rund um das Auge ist grauweiß, grünlich blau oder blassgrün. Der Schnabel ist grünlich gelb. Die Füße sind leuchtend rot.

### Erscheinungsbild der Jungvögel
Jungvögel haben im Vergleich zu den adulten Vögeln einen graueren Kopf, der Hals ist sehr fein grau quergebändert. Die Federn auf der Körperoberseite und den Schwingen haben teils schmale blassgelbe Säume. Die Iris ist dunkelbraun bis gelb mit einem grauen inneren Ring. Die unbefiederte Haut rund um das Auge ist mattgrün, der Schnabel ist blaugrau. Die Füße sind rosa bis blass karminrot.

## Verwechselungsmöglichkeiten
Das Verbreitungsgebiet der Graubauch-Fruchttaube überlappt sich mit dem der Zweifarben-Fruchttaube. Sie ist die einzige andere Taubenart im Verbreitungsgebiet der Graubrauch-Fruchttaube, die gleichfalls ein schwarzweißes Körpergefieder aufweist. Die Zweifarben-Fruchttaube ist jedoch nicht nur deutlich größer, sondern auch der Weißanteil in ihrem Gefieder ist höher. So ist sie auf der Körperunterseite fast vollständig weiß.

## Verbreitungsgebiet und Lebensraum
Die Graubauch-Fruchttaube ist in ihrer Verbreitung auf Arnhemland und das an Arnhemland angrenzende Northern Territory begrenzt. Ein Verbreitungsschwerpunkt ist der Kakadu-Nationalpark. Arnhemland liegt an der Nordküste des Kontinents, etwa 200 Kilometer östlich der Stadt Darwin. Es erstreckt sich von Port Roper am Golf von Carpentaria bis zum East Alligator River, wo es an den Kakadu-Nationalpark grenzt. In diesem Gebiet kommt die Graubauch-Fruchttaube nur in einzelnen Regionen vor. Obwohl sie im gesamten Verbreitungsgebiet nicht häufig anzutreffen ist, ist sie in ihrem Bestand nicht gefährdet.
Die Graubauch-Fruchttaube besiedelt in diesem Verbreitungsgebiet dichte immergrüne Monsunwälder, wie sie sich in den Schluchten und Tälern von Kakadu-Nationalpark und Arnhemland finden. Am dichtesten ist der Bestand jeweils im Inneren der jeweiligen Waldgebiete. In den Wäldern entlang des East Alligator Rivers sowie in den Eukalyptuswäldern der Tiefebenen ist die Graubauch-Fruchttaue dagegen selten.

## Lebensweise
Die Graubauch-Fruchttaube lebt einzelgängerisch oder paarweise. Nur gelegentlich wird sie in Trupps von 20 bis 30 Vögeln angetroffen, die sich in der Nähe von fruchttragenden Bäumen Aufnahmen. Die Graubauch-Fruchttaube ist nicht sonderlich scheu und duldet still in der Krone eines Baumes sitzend, dass Menschen sich bis auf wenige Meter nähern. Fliegt sie dann auf, ist ein lauter Flügelschlag zu vernehmen. Die Graubauch-Fruchttaube kommt nur selten auf den Boden. Gewöhnlich tut sie dies, um zu trinken. 
Die Fortpflanzungszeit fällt in die Monate Mai bis November und fällt damit in die späte Trockenzeit beziehungsweise in die frühe Regenzeit. Das Nest ist eine taubentypische Plattform aus kleinen Ästchen, dass wenige Meter oberhalb des Erdbodens errichtet wird. Graubauch-Fruchttauben legen ein einzelnes Ei.

## Einzelbelege
1. ↑  Ptilinopus alligator in der Roten Liste gefährdeter Arten der IUCN 2016.1. Eingestellt von: BirdLife International, 2016. Abgerufen am 19. Dezember 2016.
2. 1 2   Gibbs, Barnes und Cox: Pigeons and Doves, S. 461.